# 23. základna vrtulníkového letectva
23. základna vrtulníkového letectva byla součástí Vzdušných sil Armády České republiky. Základna vznikla v roce 2004 reorganizací 33. základny vrtulníkového letectva a obdržela čestný název „Edvarda Beneše“. Organizační struktura základny, platná od 1. ledna 2011, zahrnovala 23. křídlo se dvěma vrtulníkovými letkami s vrtulníky Mi-17 a Mi-171Š. Základna byla zrušena 31. prosince 2013 a její úkoly i techniku převzala nově vytvořená 22. základna vrtulníkového letectva.

## Historie
Výstavba letiště v Bochoři u Přerova probíhala od roku 1937. Během druhé světové války zde operovaly cvičné i bojové letouny německé Luftwaffe. Po roce 1945 působilo na přerovském letišti několik školních a bombardovacích leteckých jednotek. Po rozdělení Československa sem byly v roce 1994 přemístěny vrtulníky ze zrušených základen v Prostějově a Líních u Plzně. Vrtulníky Mi-24 se z Přerova přesunuly v roce 2008 do Náměště nad Oslavou a vrtulníky PZL W-3 Sokół spadají pod letiště Praha-Kbely. 23. základna poté disponovala pouze transportními vrtulníky Mi-17 a Mi-171Š. Personál základny se v letech 2010 a 2011 zapojil do operace ISAF jako Task Force HIPPO se třemi modernizovanými stroji Mi-171Š. V souvislosti s rušením základny odstartovalo 24. září 2013 z přerovské základny zbývajících devět vrtulníků Mi-171Š a po závěrečném průletu nad okolními obcemi se přesunuly na novou základnu v Sedlci, Vícenicích u Náměště nad Oslavou. Provoz vrtulníků Mi-171Š z tohoto letiště byl zahájen na začátku listopadu.

## Organizační struktura

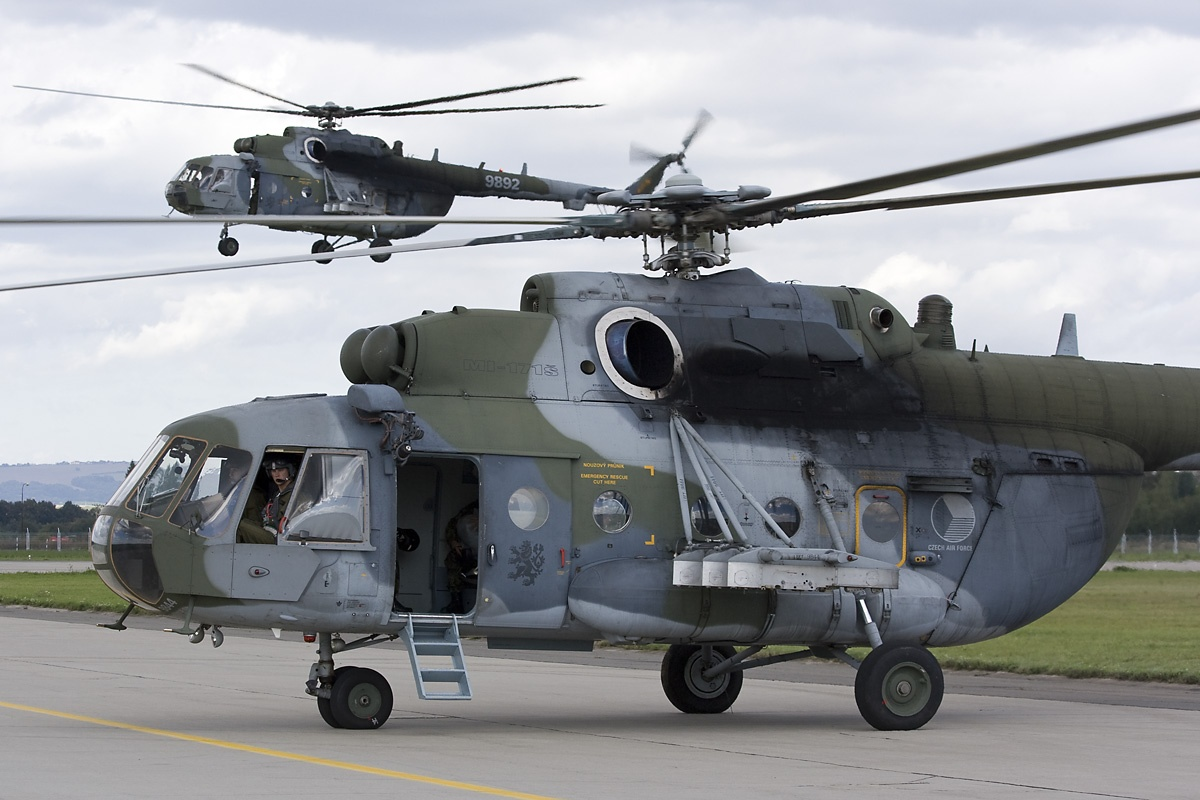
Dvojice Mi-171Š

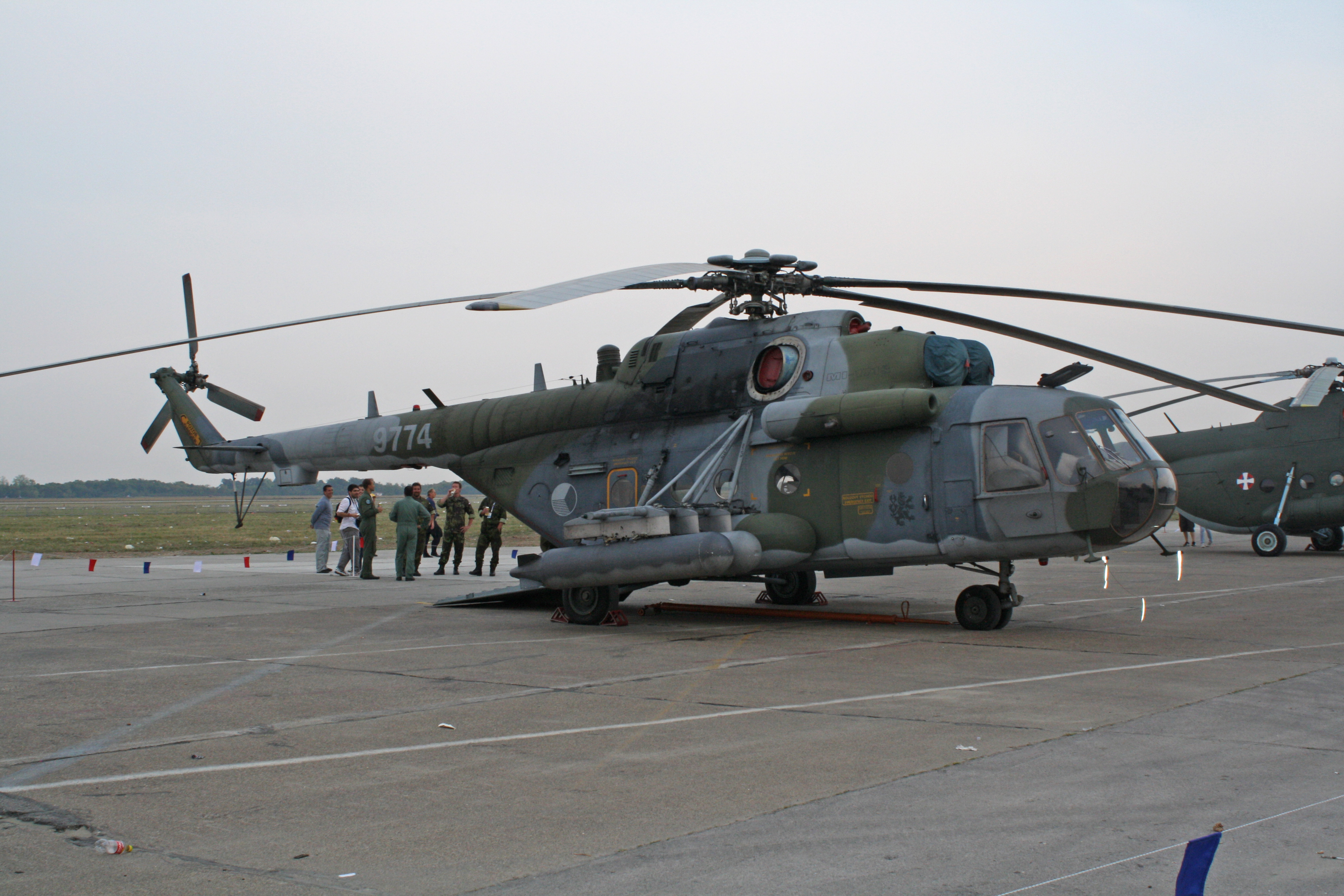
Mi-171Š, Batajnica 2009 airshow

Pod velení 23. základny vrtulníkového letectva, které zajišťovalo chod základny po stránce personální, zpravodajské či logistické podpory, spadaly následující útvary:

### 23. křídlo vrtulníkového letectva
Mezi úkoly 231. a 232. vrtulníkové letky, resp. 23. křídla, patřily přepravní lety, vzdušný průzkum, vysazování průzkumných skupin, spolupráce se speciálními jednotkami nebo zabezpečení velení. Další oblastí působnosti byla spolupráce a cvičení se složkami integrovaného záchranného systému. Obě letky byly vyzbrojeny stejným druhem a počtem letecké techniky, konkrétně 8 transportními vrtulníky Mi-171Š a 1 transportním vrtulníkem Mi-17.
- 231. vrtulníková letka
- 232. vrtulníková letka
- 233. letka oprav letecké techniky

### 234. prapor zabezpečení velení
Úkolem jednotky byla ostraha letiště, biologická ochrana, hasičská hotovost, plánování letového výcviku a řízení letového provozu v letištním prostoru letiště Přerov.
- Rota bojového zabezpečení
- Rota KIS a LRNS
- Letištní stanoviště letových provozních služeb
- Operační středisko základny

### 235. prapor logistické podpory
Jednotka zabezpečovala například opravy automobilní a speciální pozemní techniky, skladování materiálu a jeho přepravu, přepravu osob, letištní zabezpečení nebo letištní provozní zabezpečení.
- Rota zabezpečení letového provozu
- Rota logistické podpory